# Sudesh Berry
Sudesh Berry (inaczej Soodesh Berry | Sudhesh Berry) – indyjski aktor  bollywoodzki. Gra w filmach od 1990 roku. Przeważnie inspektorów policji i żołnierzy.

## Filmografia
1. Kaafila (2007) – Santokh Singh
2. Tango Charlie (2005) – BSF żołnierzy
3. Wajahh: A Reason to Kill (2004) – Sameer
4. LOC Kargil (2003) – Yadav
5. Aaj Ka Andha Kanoon (2003) – Insp. Yash
6. Border Hindustan Ka (2003)
7. Maa Tujhhe Salaam (2002) – Gul Mastan
8. Inth Ka Jawab Patthar (2002) – inspektor Vijay Saxena
9. Aakhri Inteqam (2002) – Devendra Prasad Srivastav (Deva)
10. Kaaboo (2002) – były inspektor policji Pratap
11. Avgat (2001)
12. Woh Bewafa Thi (2000)
13. Refugee (2000) – Gul Hamid
14. "Suraag: The Clue" (1999) TV serial (jako Soodesh Berry) – Inspektor Bharat z CID
15. Border (1997) (jako Sudhesh Berry) - Mathura Das
16. Shohrat (1996)
17. Himmat (1996) – Agent Abdul
18. Army (1996) – Khan
19. Veergati (1995) – Inspektor Neelkanth
20. "Andaz" (1995) TV series .... Yash
21. Mohini (1995) (TV) – profesor Shrikanth
22. Policewala Gunda (1995)
23. Kayda Kanoon (1993) – inspektor Kishan 'K.K.' Kashyap
24. Pehla Nasha (1993) – siebie (gościnnie)
25. Vansh (1992) – Gautam
26. Yudhpath (1992)
27. Ghayal (1990) – Rajan Berry